# Milan Jež
MIlan Jež, slovenski ortodont, primarij in profesor, * 6. september 1920, Lozice pri Vipavi, † april 1997, Maribor.
Po maturi na klasični gimnaziji v Ljubljani leta 1942, je leta 1952 promoviral na Medicinski fakulteti v Ljubljani. Naslednji dve leti je opravljal staž v takratni Splošni bolnišnici Maribor (danes UKC Maribor). Po končanem stažiranju se je zaposlil na šolski polikliniki Zdravstvenega doma Maribor. Na specializacijo zobnih in ustnih bolezni je bil napoten na Stomatološko kliniko v Ljubljano, prav tako je leta 1959 opravil strokovno nadgradnjo iz ortodontije pri Jožetu Rantu. Po opravljeni specializaciji se je leta 1960 zaposlil v specialistični ortodontski ambulanti.
Še istega leta se je odzval vabilu za sodelovanje pri pouku na Višji stomatološki šoli v Mariboru, sprava kot honorarni sodelavec. Svet šole ga je nato leta 1962 izvolil za rednega profesorja višje šole za pouk predmetov zobne bolezni in pedontologija nekaj časa pa je predaval tudi predmet uvod v stomatologijo. Nadaljeval je še pogodbeno delo specialista v specialistični ortodontski ambulanti Zdravstvenega doma, vendar v precej manjšem obsegu. Na Višji stomatološki šoli je vršil zadolžitev predstojnika kliničnega oddelka šole, leta 1968 ko je bila v sklopu šole ustanovljena specialistična ortodontska ambulanta je postal njen vodja  med leti 1966 in 1970 pa je šolo kot direktor tudi vodil. S sodelavci šole je odločno nasprotoval ukinitvi višješolskega izobraževanja v stomatologiji in v obsežnem elaboratu učiteljskega zbora šole utemeljil razloge za nadaljnji obstoj delovanja Višje stomatološke šole. Kljub trudu je bila šola leta 1970 ukinjena. 
Po ukinitvi delovanja Višje stomatološke šole se je kot ostali sodelavci šole zaposlil v Zdravstvenemu domu Maribor in nadaljeval delo v ordinaciji specialistične ortodontske ambulante. V letu 1971 je kot prvi v Sloveniji uvedel ortodontsko zdravljenje s fiksno ortodontsko tehniko.
Prim. Milan Jež je za svoje delo prejel številna priznanja, tako od Ortodontske sekcije Slovenskega zdravniškega društva in Združenja ortodontov Jugoslavije. Častno članstvo pa sta mu podelili tudi Ortodontska sekcija Slovenskega zdravniškega društva in Ortodontsko društvo Slovenije. S strokovnim srečanjem posvečenemu prim. Milanu Ježu nestorju ortodontije v Mariboru, se je leta 1990 v Kazinski dvorani mariborskega gledališča proslavila tudi 30 letnica ortodontske dejavnosti v Mariboru. Upokojil se je leta 1991. 